# Романьоли, Этторе
Этторе Романьоли (итал. Ettore Romagnoli; 1871, Рим — 1938, Рим) — итальянский филолог-классик, переводчик и драматург.
Преподавал в университетах Рима, Катании и Милана. Опубликовал ряд научных трудов, среди которых выделяются книги «В царстве Диониса. Исследования греческой комедии» (итал. Nel regno di Dioniso. Studi sul teatro comico greco; 1918, 3-е издание 1953) и «В царстве Орфея. Исследования греческой поэзии и музыки» (итал. Nel regno d'Orfeo. Studi Sulla Lirica e la Musica Greca; 1921, 3-е издание 1953). Перевёл с древнегреческого языка на итальянский «Илиаду» и «Одиссею», трагедии Еврипида, Эсхила и Софокла, комедии Аристофана, оды Пиндара, идиллии Феокрита, произведения других античных поэтов. Участвовал в организации театральных постановок древнегреческой драматургии, особенно в сохранившихся античных театрах Таормины и других городов Сицилии. Написал ряд собственных драматических и стихотворных сочинений в неоклассическом духе и несколько либретто, в том числе для опер Альберто Франкетти «Юпитер в Помпеях» и Сальваторе Мессина «Насмешки над Дон Кихотом». Как литературный критик был восторженным апологетом Джозуэ Кардуччи. Активно выступал в поддержку фашистского режима, в 1933 г. опубликовал отдельным изданием брошюру «К десятилетию фашистской революции» (итал. Nel decennale della rivoluzione fascista), в которой охарактеризовал Бенито Муссолини как «пророка, который, озарённый Богом, ведёт свой народ к спасению по бесплодным путям пустыни».
Именем Романьоли названа улица в Милане.